# Zalkod
Zalkod es un pueblo ubicado en el distrito de Sárospatak, en el condado de Borsod-Abaúj-Zemplén, Hungría.

## Superficie
Posee una superficie de 10,21 kilómetros cuadrados.

## Demografía
Hasta 2019 la población era de 206 habitantes, con una densidad de población de 20,18 habitantes por kilómetro cuadrado.